# Mary Carew
Pour les articles homonymes, voir Carew.
Mary Louise Carew Armstrong, née le 8 septembre 1913 à Medford dans le Massachusetts et morte le 12 juillet 2002  à Framingham dans le Massachusetts, était une athlète américaine, spécialiste du sprint.
Elle participa pour les États-Unis aux Jeux olympiques d'été de 1932 à Los Angeles. Elle remporta la médaille d'or dans le relais 4 × 100 mètres (avec Evelyn Furtsch, Annette Rogers et la médaillée de bronze au 100 m Wilhelmina von Bremen).

## Palmarès

### Jeux olympiques d'été
- Jeux olympiques d'été de 1932 à Los Angeles ( États-Unis)
  -  Médaille d'or en relais 4 × 100 m